# Gazdasági erőfölénnyel való visszaélés tilalma
A tisztességtelen verseny elleni jogszabályok általában megfogalmazzák a gazdasági erőfölénnyel való visszaélés tilalmát. Magyarország tekintetében az 1996. évi  LVII. törvény és az Európai Unió versenyjogának szabályai egyaránt alkalmazandók.

## Az Európai Unió szabályozása
Az erőfölénnyel való visszaélés tilalmáról az európai uniós jogban az Európai Unióról szóló szerződés 102. cikke rendelkezik.

„A belső piaccal összeegyeztethetetlen és tilos egy vagy több vállalkozásnak a belső piacon vagy annak jelentős részén meglévő erőfölényével való visszaélése, amennyiben ez hatással lehet a tagállamok közötti kereskedelemre.
Ilyen visszaélésnek minősül különösen:
a) tisztességtelen beszerzési vagy eladási árak, illetve egyéb tisztességtelen üzleti feltételek közvetlen vagy közvetett kikötése;
b) a termelés, az értékesítés vagy a műszaki fejlesztés korlátozása a fogyasztók kárára;
c) egyenértékű ügyletek esetén eltérő feltételek alkalmazása az üzletfelekkel szemben, ami által azok hátrányos versenyhelyzetbe kerülnek;
d) a szerződések megkötésének függővé tétele olyan kiegészítő kötelezettségeknek a másik fél részéről történő vállalásától, amelyek sem természetüknél fogva, sem a kereskedelmi szokások szerint nem tartoznak a szerződés tárgyához.”

## A magyar szabályozás
A tisztességtelen piaci magatartás és a versenykorlátozás tilalmáról szóló 1996. évi LVII. törvény V. Fejezete 21. §-a rendelkezik erről.
Tilos a gazdasági erőfölénnyel visszaélni, így különösen:
- a) az üzleti kapcsolatokban – ideértve az általános szerződési feltételek alkalmazásának esetét is – tisztességtelenül vételi vagy eladási árakat megállapítani, vagy más módon indokolatlan előnyt kikötni, vagy hátrányos feltételek elfogadását kikényszeríteni;
- b) a termelést, a forgalmazást vagy a műszaki fejlődést a végső üzletfelek kárára korlátozni;
- c) indokolatlanul elzárkózni az ügylet jellegének megfelelő üzleti kapcsolat létrehozásától, illetve fenntartásától;
- d) a másik fél gazdasági döntéseit indokolatlan előny szerzése céljából befolyásolni;
- e) az árut az ár emelését megelőzően vagy az ár emelkedésének előidézése céljából, vagy egyébként indokolatlan előny szerzésére, illetve versenyhátrány okozására alkalmas módon a forgalomból indokolatlanul kivonni, illetőleg visszatartani;
- f) az áru szolgáltatását, átvételét más áru szolgáltatásától, átvételétől, továbbá a szerződéskötést olyan kötelezettségek vállalásától függővé tenni, amelyek természetüknél fogva, illetve a szokásos szerződési gyakorlatra figyelemmel nem tartoznak a szerződés tárgyához;
- g) azonos értékű vagy jellegű ügyletek esetén az üzletfeleket indokolatlanul megkülönböztetni, ideértve olyan árak, fizetési határidők, megkülönböztető eladási vagy vételi feltételek vagy módszerek alkalmazását, amelyek egyes üzletfeleknek hátrányt okoznak a versenyben;
- h) a versenytársaknak az érintett piacról való kiszorítására vagy a piacra lépésük akadályozására alkalmas, nem a versenytársakéhoz viszonyított nagyobb hatékonyságon alapuló, túlzottan alacsony árakat alkalmazni;
- i) a piacra lépést más módon indokolatlanul akadályozni; vagy
- j) a versenytárs számára indokolatlanul hátrányos piaci helyzetet teremteni, vagy gazdasági döntéseit indokolatlan előny szerzése céljából befolyásolni.[4]

## A gazdasági erőfölény fogalma
A gazdasági erőfölény megítéléséhez vizsgálni kell különösen
- a) azt, hogy az érintett piacra való belépés és az onnan történő kilépés milyen költségekkel és kockázattal jár, illetve, hogy milyen műszaki, gazdasági vagy jogi feltételek megvalósítását igényli;
- b) a vállalkozás, illetve vállalkozás-csoport [15. § (2) bekezdés] vagyoni, pénzügyi és jövedelmi helyzetét, illetve annak alakulását;
- c az érintett piac szerkezetét, a piaci részesedések arányát, a piac résztvevőinek magatartását, valamint a vállalkozásnak, illetve vállalkozás-csoportnak a piac alakulására gyakorolt gazdasági befolyását.[5]

Gazdasági erőfölényben lehet egy vállalkozás, illetve vállalkozás-csoport vagy több vállalkozás, illetve több vállalkozás-csoport közösen.
"A kereskedelemről szóló 2005-ös törvény 2015-ben hatályba lépett új 7/A§-a szerint a versenytörvény alkalmazása során megdönthetetlen vélelem áll fenn amellett, hogy az élelmiszer kiskereskedelem piacán gazdasági erőfölényben van az a vállalkozás(csoport), amelynek az élelmiszer kiskereskedelmi értékesítésből származó előző évi nettó árbevétele meghaladja a 100 milliárd forintot.
Erőfölénnyel való visszaélés esetén a Gazdasági Versenyhivatal az általános szabályok alkalmazásával járhat majd el, de csak a 2016. január 1-jét követően megvalósuló gazdasági erőfölénnyel való visszaélésekkel szemben. Ezt követően bíróság előtt is bárki hivatkozhat majd a visszaélésszerű magatartás jogellenességére."
Gazdasági erőfölényben van az érintett piacon (14. §), aki gazdasági tevékenységét a piac többi résztvevőjétől nagymértékben függetlenül folytathatja, anélkül, hogy piaci magatartásának meghatározásakor érdemben tekintettel kellene lennie versenytársainak, szállítóinak és üzletfeleinek vele kapcsolatos piaci magatartására.

A kereskedelmi törvény javaslatának indokolása szerint 

„ "Az európai uniós és a magyar jog is tiltja a gazdasági erőfölénnyel való visszaélést . Ennek megítélése azonban több szempont mérlegelésén múlik. A 3. új 7/A. §-sal egészíti ki a Kertv.-t, amely gazdasági erőfölényt állapít meg a napi fogyasztási cikkek kiskereskedelmi értékesítésének piacán – mint érintett piacon –, amennyiben a vállalkozásnak vagy kapcsolt vállalkozásoknak közösen a napi fogyasztási cikkek kiskereskedelmi értékesítéséből származó előző évi (konszolidált) nettó árbevétele meghaladja a 100 milliárd forintot . Ez a törvényi vélelem önmagában nem jelent semmilyen hátrányt, csak akkor, ha a vállalkozás valamilyen módon visszaél ezzel az erőfölényével, ugyanakkor egyértelmű helyzetet teremt a versenyfelügyelet számára, mely persze más esetekben is megállapíthatja a gazdasági erőfölény létrejöttét.”

## Űrlap
A Gazdasági Versenyhivatal űrlapot rendszeresített a vélt gazdasági erőfölényes helyzet bejelentésének megkönnyítésére. Erről a GVI tájékoztatót adott ki.